# 約翰娜·康塔
約翰娜·康塔（英語：Johanna Konta，1991年5月17日—）是英國职业网球女运动员，2008年轉職業。她的WTA生涯最高單打排名為第4（2017年7月17日）。
2016年澳洲網球公開賽，康塔首度進入四強，不敵最終奪冠德國選手安赫利奎·克柏，不過也成為近32年以來進入大滿貫最後四強的英國選手。

## 外部連結
- 約翰娜·康塔的国际女子网球协会官方資料（英文）
- 約翰娜·康塔的國際網球總會 職業／青少年 官方資料（英文）
- Fed Cup - Player profile - Johanna Konta (GBR) （页面存档备份，存于）